# Бърлево
Бърлево, срещано понякога и като Бурлово (на македонска литературна норма: Брлево), е бивше село, разположено на територията на община Гевгели, Северна Македония.

## География
Селото е било планинско, разположено североизточно от общинския център Гевгели, между селата Серменин и Кованец, в близост до устието на Бърлевска река.

## История
По време на Първата световна война (1915 – 1918), през селото минава построена от българската войска дековилка за конска тяга Милетково – Бърлево – Серменин, като трасето, което е 18 км е одобрено на 1 април 1917, първата част Милетково – Бърлево е 13 км и е завършена през юли, а Бърлево – Серменин е 5 км и е завършено малко по-късно същата година. Целта на дековилката е свързване на 5-а пехотна дунавска дивизия с нормалната ЖП линия Скопие – Гевгели. Платното е постоено от 660 души, като за направата на частта от Бърлево до Серменин са включени 280 пленници. Построени са две конюшни в Милетково и Бърлево.